# 이순정
이순정(본명: 이선민, 1980년 12월 24일 ~ )은 대한민국의 가수이다.

## 음반
| 발매             | 제목          | 비고 |
| ---------------- | ------------- | ---- |
| 2018년 1월 22일  | 애지중지      | 정규 |
| 2017년 3월 15일  | 기적          | 정규 |
| 2016년 10월 26일 | 머리카락 꼭꼭 | 싱글 |
| 2015년 10월 15일 | 찰떡          | 싱글 |
| 1999년 11월 1일  | True          | 정규 |

## 수상
- 2016년 MBC가요베스트 대제전 신인상